# Ensino fundamental no Brasil
O ensino fundamental é uma das etapas da educação básica, no Brasil. Tem duração de nove anos, sendo a matrícula obrigatória para todas as crianças com idade entre 6 e 14 anos (entre 7 e 15 anos de idade para nascidos no segundo semestre). A obrigatoriedade da matrícula nessa faixa etária implica a responsabilidade conjunta: da família ou responsáveis, pela matrícula das crianças; do Estado pela garantia de vagas nas escolas públicas; da sociedade, por fazer valer a própria obrigatoriedade.

## História
Regulamentado por meio da Lei de Diretrizes e Bases da Educação (LDB), em 1996, sua origem remonta ao ensino de primeiro grau, que promoveu a fusão dos antigos curso primário (com quatro a cinco anos de duração) e do curso ginasial (com quatro anos de duração), este último considerado à época como ensino secundário, atualmente conhecido como anos finais do ensino fundamental. A duração obrigatória do ensino fundamental foi ampliada de oito para nove anos pelo Projeto de Lei nº 3.675/04, transformado na Lei Ordinária 11.274/2006, passando a abranger a classe de alfabetização (fase anterior à 1ª série, com matrícula obrigatória aos seis anos) que, até então, não fazia parte do ciclo obrigatório; a alfabetização na rede pública e em parte da rede particular era realizada normalmente na 1ª série. Lei posterior (11.114/05) ainda deu prazo até 2010 para estados e municípios se adaptarem.
A obrigatoriedade de matrícula para crianças de 4 e 5 anos de idade foi prevista pela Emenda Constitucional (EC) n. 59 e reafirmada pela Lei n. 12.796 (Brasil, 2013a). Considerando o encaminhamento legal e as variadas questões envolvidas na implementação da obrigatoriedade, interessou-nos saber qual a percepção das famílias a respeito da necessidade de matricular seus filhos na pré-escola, buscando reconhecer pontos positivos e/ou dificuldades decorrentes do cumprimento dessa exigência legal.
No Brasil não existe um currículo padronizado para o ensino fundamental, mas a LDB de 1996 define que é obrigatório, no ensino fundamental, o ensino de língua portuguesa, matemática, conhecimentos do mundo físico e natural, bem como da realidade social e política (especialmente a brasileira), artes, educação física e música (que pode ser trabalhada dentro das artes).
Passando agora a ser dessa maneira:

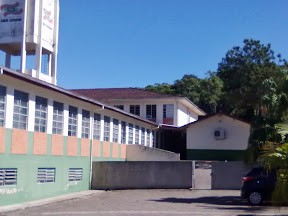
Escola de Educação Básica Bruno Hoeltgebaum: Uma escola de ensino fundamental em Blumenau (Santa Catarina).

- Classe de alfabetização (CA) = 1º ano
- 1ª série = 2º ano
- 2ª série = 3º ano
- 3ª série = 4º ano
- 4ª série = 5º ano
- 5ª série = 6º ano
- 6ª série = 7º ano
- 7ª série = 8º ano
- 8ª série = 9º ano

## Organização
A organização do ensino fundamental divide-o, na prática, em dois ciclos. O primeiro que corresponde aos primeiros cinco anos (chamados anos iniciais do ensino fundamental) é desenvolvido, usualmente, em classes com um único professor regente. O segundo ciclo corresponde aos anos finais, nos quais o trabalho pedagógico é desenvolvido por uma equipe docente de especialistas em diferentes disciplinas. Essa forma de organização do ensino fundamental remonta à antiga divisão do ensino primário em relação ao primeiro ciclo do ensino secundário (ginasial).
Nos primeiros anos, as crianças e adolescentes são estimulados através de atividades lúdicas, jogos, leituras, imagens e sons, principalmente no primeiro nível. Através dos vários processos pedagógicos, busca-se conduzir a criança ao conhecimento do mundo pessoal, familiar e social.
Nos anos finais, adolescentes aprofundam os conhecimentos adquiridos no ciclo anterior e iniciam os estudos das matérias que serão a base para a continuidade no ensino médio. Esta é uma fase delicada e repleta de mudanças, em que jovens começam a buscar sua autonomia, e isso deve ser também contemplado em sala de aula.
Esta passagem do Ensino fundamental 1 para o Ensino fundamental 2, especificamente do 5º para o 6º ano, tem sido motivo de preocupação de pais e de atenção de pesquisadores e pesquisadoras, como Ludimila Maria da Silva Reis e Marlice de Oliveira e Nogueira, da Universidade Federal de Ouro Preto. Segunda suas pesquisas, esta transição permeia áreas da vida dos estudantes, que vão além de uma formatura e de uma despedida do ensino fundamental 1. Os alunos passam a enfrentar grandes mudanças, interna e externamente. Na escola, o sistema deixa de ser de unidocência (apenas um professor por turma), para a pluridocência (um professor por matéria). Essa nova dinâmica dentro de sala exige um novo olhar atencioso dos pais e da equipe escolar, pois faz com que os discentes entrem em contato com cinco a seis professores por dia, e isso traz um impacto significativo em sua forma de aprender, pois cada professor tem conteúdos, didáticas, cobranças e relacionamentos diferentes. Além disso, a criança precisa de apoio em casa e na instituição, para que não se sinta sobrecarregada ou perdida. É necessário que haja empatia e paciência nesta transição.

## Divisões
A educação básica brasileira é formada por diferentes etapas com diferentes objetivos para cada ano. O ensino fundamental é dividido em anos iniciais e anos finais.

### Anos iniciais
Os anos iniciais do ensino fundamental são formados pelos anos do 1º ao 5º. O aluno participa nas diferentes atividades para se desenvolverem a nível motor, cognitivo, social, entre outros aspetos. Durante estes anos é iniciado o processo de alfabetização do estudante. O educador dos anos iniciais, além de alfabetizador, tem a oportunidade de desenvolver os saberes logo no início da educação formal.
1° ano do ensino fundamental I
 É uma etapa que proporciona a escrita e a matemática, fazendo com que o aluno desenvolva várias formas de comunicação, ajudando a sua expressão, e compreensão do ambiente natural e social.
2° ano do ensino fundamental I
 Tem como foco ensinar as crianças a ler e a escrever e a melhorar a fluência da leitura e as capacidades de escrita. Na matemática, o objetivo é proporcionar aos alunos capacidades ordenar e compreender a numeração.
3°ano do ensino fundamental I
 Para além dos objetivos dos outros dois anos, a compreensão de estrutura, coerência e coesão do texto também são tratados. Na matemática, são abordados os conceitos da adição, subtração e multiplicação.
4° ano do ensino fundamental I
 São aperfeiçoados os conhecimentos adquiridos na área da linguagem. Na área da matemática, ocorre o método das quatro operações, a interpretação e resolução de problemas, é realizada a análise de gráficos e tabelas, desafios lógicos e o estudo da geometria e das frações. Para além disto, estuda-se ainda educação financeira.
5° ano do ensino fundamental I
Neste ano pretende-se aprofundar conceitos dos anos anteriores.

### Anos finais
Os anos finais do ensino fundamental, também chamado de Ensino Fundamental II, é a segunda e última divisão do ensino fundamental no sistema educacional brasileiro. Essa etapa, que é composta pelo 6º, 7º, 8º e 9º Ano, é marcada por um maior aprofundamento e complexidade nos conteúdos aprendidos e certas mudanças na forma de aprendizagem.
Tanto os Anos Iniciais e os Anos Finais do Ensino Fundamental foram definidas conforme a RESOLUÇÃO Nº 3, DE 3 DE AGOSTO DE 2005, envolta da mesma época em que ocorria outras mudanças na educação, como a implementação do 9º ano.

### Diferenças entre anos iniciais e anos finais
Algumas mudanças que ocorrem entre as duas divisões são:
- Um professor especialista para cada disciplina, ao invés de um só professor generalista que ministrava todas elas;
- Em certas escolas, alunos cursando os Anos Finais e os Anos Iniciais se estabelecem em espaços ou tempos diferentes durante o intervalo;
- Maior complexidade e aprofundamento nos conteúdos ensinados;
- Preparação pro Ensino Médio.[7]